# Novae hae litterae
Novae hae litterae  è un'enciclica di papa Pio VI, datata 19 marzo 1792, e pubblicata lo stesso giorno della In gravissimis. Il Papa, che già in precedenza aveva indirizzato ai presuli e ai cattolici francesi il proprio incitamento a restare fedeli alla Sede Apostolica, rinnova ora il proprio invito a resistere alle disposizioni della Costituzione civile del clero volute dall'Assemblea Nazionale Costituente, e denuncia i sistemi praticati dal clero refrattario e dagli pseudo-vescovi che si sono piegati al potere civile contro la Chiesa di Roma.

## Fonte
Tutte le encicliche e i principali documenti pontifici emanati dal 1740. 250 anni di storia visti dalla Santa Sede, a cura di Ugo Bellocci. Vol. II: Clemente XIII (1758-1769), Clemente XIV (1769-1774), Pio VI (1775-1799), Pio VII (1800-1823), Libreria Editrice Vaticana, Città del Vaticano 1994.